# Надим, Надия
Надия Надим (дат. Nadia Nadim; род. 2 января 1988, Герат) — датская футболистка, нападающая клуба «Милан» и национальной сборной Дании. Серебряный призёр чемпионата Европы 2017 года.

## Карьера
Родилась в Герате, затем жила в Кабуле с родителями и четырьмя сёстрами. С семьёй переехала в Данию в 2000 году после того, как её отец (генерал Афганской национальной армии) был казнён талибами. В Дании начала заниматься футболом.
С 2012 года выступала за клуб «Фортуна».
В конце 2014 года подписала контракт с клубом NWSL «Скай Блу». Сыграв в шести матчах, записала на свой счёт семь мячей и три голевых передачи. 16 февраля 2015 года продлила контракт с клубом ещё на один сезон.
14 января 2016 года обменяна в «Портленд Торнс». В сезоне 2016 года стала лучшим бомбардиром команды, забив девять мячей в 20-ти играх. «Портленд» стал победителем регулярного чемпионата.
С января 2018 года спортсменка выступает за английский клуб «Манчестер Сити».

### Сборная
В 2006 году, когда Надии исполнилось 18 лет, она стала гражданкой Дании. Разрешение выступать за сборную Дании спортсменка получила от FIFA в 2009 году.
В составе национальной команды Надим дебютировала на Кубке Алгарве 2009. Она принимала участие в чемпионатах Европы 2009, 2013 и 2017 годов.

## Личная жизнь
С 2013 года учится на врача. Мусульманка.
Разговаривает на девяти языках: датском, английском, немецком,
французском, персидском, арабском, дари, урду и хинди.